# الحكومة الوحدوية 1895–1905
تولى السلطة في المملكة المتحدة تحالف بين حزب المحافظين والحزب الوحدوي الليبرالي قبل فترة قصيرة من الانتخابات العامة لعام 1895. عُين الزعيم المحافظ اللورد روبيرت سيسل رئيسًا للوزراء وأصبح ابن أخيه، آرثر بالفور، رئيسً لمجلس العموم، غير أن العديد من المناصب الرئيسية ذهبت إلى الوحدويين الليبراليين، وأبرز هذه المناصب كان منصب رئيس اللوردات الذي ذهب إلى اللورد الرئيس الوحدوي الليبرالي دوق ديفونشير الثامن سبينسر كافينديش وزميله في مجلس العموم، جوزيف تشامبرلاين، الذين أصبح وزير المستعمرات في بريطانيا. كانت هذه الحكومة من شنت حرب البوير الثانية منذ عام 1899 حتى عام 1902 التي ساعدتهم في تحقيق نصر كاسح في الانتخابات العامة لعام 1900.
تألفت الحكومة من 3 وزراء، ترأس روبرت سيسل الوزيرين الأولين (منذ عام 1895 حتى عام 1902) وترأس بالفور الوزير الثالث (منذ عام 1902 فصاعدًا).

## منصب رئيس الوزراء
كان روبيرت سيسل ثاني وآخر شخص يترأس الحكومة دون أن يحمل في الوقت نفسه لقب اللورد الأول للخزينة. وقد قيل إنه كان هناك بعض المحاولات للتمييز بين المنصبين، ولكن خلال القرن الأخير أو أكثر، بقي المنصبان منصبًا واحدًا.

## الإصلاح التجاري
خلف بالفور روبيرت سيسل كرئيس للوزراء في عام 1902. في نهاية المطاف، ستضعف الحكومة الوحدوية بعد اقتراح تشامبرلاين لخطته للسياسة الحمائية، التي أفضى تبنيها الجزئي من قبل بالفور إلى استقالة أنصار حرية التجارة الأكثر أرثوذوكسية في الحكومة.

## عمال المناجم الصينيين في جنوب أفريقيا
بعد نهاية حرب البوير، سعت الحكومة البريطانية إلى إعادة بناء اقتصاد جنوب أفريقيا الذي دمرته الحرب. وتمثل جزء هام من جهود إعادة البناء في استئناف إنتاج مناجم الذهب في ويتووترسراند، وهو أغنى المناجم وقد كان سببًا رئيسيًا من أسباب الحرب، بأسرع وقت ممكن. ونظرًا إلى أن الحكومة وجدت العمالة البيضاء مرتفعة التكلفة وإلى تردد العمال السود في العودة إلى المناجم، قررت الحكومة استيراد ما يزيد عن 60 ألف عامل بعقود محددة من الصين. 

كان ذلك أمرًا غير محبذ في تلك الفترة، إذ كان الرأي السائد في معظم العالم الغربي، بما في ذلك بريطانيا، معاديًا للهجرة الصينية. وقد حدث ذلك أيضًا في فترة كان فيه الفقر والبطالة بين الطبقة العاملة البريطانية قد بلغ مستوى عاليًا جدًا. في 26 من شهر مارس من عام 1904، انطلقت مظاهرة في هايد بارك ضد الهجرة الصينية إلى جنوب أفريقيا بلغ عدد المشاركين فيها 80 ألف متظاهر. ومن ثم أقرت اللجنة البرلمانية لكونغرس اتحاد نقابات العمال قرارًا يعلن أن: 
أن هذا الاجتماع الذي يضم كافة طبقات مواطني لندن يحتج بشدة على إجراءات الحكومة في منح إذن باستيراد عمالة صينية مرتبطة بعقود مؤقتة إلى جنوب أفريقيا ضمن شروط العبودية، وتطالبهم بحماية هذه المستعمرة الجديدة من أطماع الرأسماليين وبحماية الإمبراطورية من الانهيار.

## خسارة السلطة
مع خسارته لأغلبيته إلى حد كبير وهزيمة بدت محتمة في الانتخابات التالية، استقال بالفور من منصبه كرئيس للوزراء في شهر ديسمبر من عام 1905، الأمر الذي أفضى إلى تعيين حكومة أقلية ليبرالية تحت قيادة السير هنري كامبل بانرمان. في الانتخابات العامة التالية في العام 1906، خسر جميع أعضاء حكومة بالفور، من بينهم بالفور نفسه، مقاعدهم باستثناء ثلاثة أعضاء.

## الحكومات

### وزارة سيسل

#### يونيو 1895 حتى نوفمبر 1900
| الحقيبة                                      | الوزير                | تولي المنصب   | مغادرة المنصب  | الحزب             |
| أمين شؤون وزارة الخارجية، رئيس مجلس اللوردات | روبيرت سيسل           | 25 يونيو 1895 | 11 يوليو 1902  | المحافظين         |
| اللورد الأول للخزينة، رئيس مجلس العموم       | آرثر بالفور           | 25 يونيو 1895 | 4 ديسمبر 1905  | المحافظين         |
| السيد المستشار                               | هاردينغ جيفارد        | 29 يونيو 1895 | 4 ديسمبر 1905  | المحافظين         |
| اللورد رئيس المجلس                           | سبينسر كافينديش       | 29 يونيو 1895 | 19 يونيو 1903  | الوحدوي الليبرالي |
| رئيس الختم الملكي                            | ريتشارد كروس          | 29 يونيو 1895 | 12 نوفمبر 1900 | المحافظين         |
| وزارة الداخلية                               | ماثيو ريدلي           | 29 يونيو 1895 | 12 نوفمبر 1900 | المحافظين         |
| وزارة المستعمرات في بريطانيا                 | جوزيف تشامبرلاين      | 29 يونيو 1895 | 16 سبتمبر 1903 | الوحدوي الليبرالي |
| وزارة الحرب                                  | هنري فيتزماوريس       | 4 يوليو 1895  | 12 نوفمبر 1900 | الوحدوي الليبرالي |
| وزارة الهند                                  | اللورد جورج هاميلتون  | 4 يوليو 1895  | 9 أكتوبر 1903  | المحافظين         |
| اللورد الأول للأميرالية                      | جورج جوشين            | 1895          | 1900           | المحافظين         |
| مستشار الخزانة                               | السير مايكل هيكس بيتش | 29 يونيو 1895 | 11 أغسطس 1902  | المحافظين         |
| رئيس مجلس التجارة                            | تشارلز ريتشي          | 29 يونيو 1895 | 7 نوفمبر 1900  | المحافظين         |
| رئيس مجلس الحكومة المحلية                    | هنري تشابلين          | 29 يونيو 1895 | 12 نوفمبر 1900 | المحافظين         |
| مستشار دوقية لانكاستر                        | الفيكونت كروس         | 29 يونيو 1895 | 4 يوليو 1895   | المحافظين         |
| مستشار دوقية لانكاستر                        | لورد هيرفورد جيمس     | 4 يوليو 1895  | 11 أغسطس 1902  | الوحدوي الليبرالي |
| المفوض الأول للأعمال                         | أريتاس أكيرز دوغلاس   | 4 يوليو 1895  | 11 أغسطس 1902  | المحافظين         |
| اللورد الملازم من إيرلندا                    | الإيرل كادوغان        | 29 يونيو 1895 | 11 أغسطس 1902  | المحافظين         |
| اللورد مستشار إيرلندا                        | اللورد آشبورن         | 29 يونيو 1895 | 1905           | المحافظين         |
| أمين إيرلندا                                 | لورد بورليه بالفور    | 29 يونيو 1895 | 9 أكتوبر 1903  | المحافظين         |
| رئيس مجلس الزراعة                            | وولتر لونغ            | 4 يوليو 1895  | 16 نوفمبر 1900 | المحافظين         |

نوفمبر 1900 يوليو 1902
في شهر نوفمبر من عام 1900، خضعت الحكومة للمرة الأولى لإصلاح.
| الحقيبة                               | الوزير                | تولي المنصب    | مغادرة المنصب  | الحزب             |
| رئيس الختم الملكي رئيس مجلس اللوردات  | روبيرت سيسل           | 25 يونيو 1895  | 11 يوليو 1902  | المحافظين         |
| اللورد الأول للخزانة رئيس مجلس العموم | آرثر بالفور           | 25 يونيو 1895  | 4 ديسمبر 1905  | المحافظين         |
| اللورد المستشار                       | هاردينغ جيفارد        | 29 يونيو 1895  | 4 ديسمبر 1905  | المحافظين         |
| اللورد رئيس المجلس                    | سبينسر كافينديش       | 29 يونيو 1895  | 19 أكتوبر 1903 | الوحدوي الليبرالي |
| وزارة الداخلية                        | تشارلز ريتشي          | 12 نوفمبر 1900 | 12 يوليو 1902  | المحافظين         |
| وزارة الشؤون الخارجية                 | هنري فيتزماوريس       | 12 نوفمبر 1900 | 4 ديسمبر 1905  | الوحدوي الليبرالي |
| وزارة المستعمرات                      | جوزيف تشامبرلاين      | 29 يونيو 1895  | 16 سبتمبر 1903 | الوحدوي الليبرالي |
| وزارة الحرب                           | ويليام برودريك        | 12 نوفمبر 1900 | 6 أكتوبر 1903  | المحافظين         |
| وزارة الهند                           | اللورد جورج هاميلتون  | 4 يوليو 1895   | 9 أكتوبر 1903  | المحافظين         |
| اللورد الأول للأميرالية               | ويليام بالمر          | 1900           | 1905           | الوحدوي الليبرالي |
| مستشار الخزانة                        | السير مايكل هيكس بيتش | 29 يونيو 1895  | 11 أغسطس 1902  | المحافظين         |
| رئيس مجلس التجارة                     | جيرالد بالفور         | 12 نوفمبر 1900 | 12 مارس 1905   | المحافظين         |
| رئيس مجلس الحكومة المحلية             | وولتر لونغ            | 1900           | 1905           | المحافظين         |
| مستشار دوقية لانكاستر                 | لورد هيرفورد جيمس     | 4 يوليو 1895   | 11 أغسطس 1902  | الوحدوي الليبرالي |
| المفوض الأول للأعمال                  | أريتاس أكيرز دوغلاس   | 4 يوليو 1895   | 11 أغسطس 1902  | المحافظين         |
| اللورد ملازم إيرلندا                  | الإيرل كادوغان        | 29 يونيو 1895  | 11 أغسطس 1902  | المحافظين         |
| اللورد مستشار إيرلندا                 | اللورد آشبورن         | 29 يونيو 1895  | 1905           | المحافظين         |
| أمين اسكتلندا                         | لورد بورليه بالفور    | 29 يونيو 1895  | 9 أكتوبر 1903  | المحافظين         |
| رئيس مجلس الزراعة                     | روبيرت ويليام هانبري  | 16 نوفمبر 1900 | 12 أبريل 1903  | المحافظين         |

وزارة بالفور
| الحقيبة                                                 | الوزير               | تولي المنصب    | مغادرة المنصب  | الحزب             |
| اللورد الأول للخزانة رئيس الختم الملكي رئيس مجلس العموم | آرثر بالفور          | 12 يوليو 1902  | 4 ديسمبر 1905  | المحافظين         |
| اللورد المستشار                                         | هاردينغ جيفارد       | 29 يونيو 1895  | 4 ديسمبر 1905  | المحافظين         |
| اللورد رئيس المجلس رئيس مجلس اللوردات                   | سبينسر كافينديش      | 29 يونيو 1895  | 19 أكتوبر 1903 | الوحدوي الليبرالي |
| اللورد رئيس المجلس                                      | تشارلز ستيوارت       | 19 أكتوبر 1903 | 11 ديسمبر 1905 | المحافظين         |
| رئيس مجلس اللوردات                                      | هنري فيتزماوريس      | 13 أكتوبر 1903 | 4 ديسمبر 1905  | الوحدوي الليبرالي |
| وزارة الداخلية                                          | أريتاس أكيرز دوغلاس  | 12 يوليو 1900  | 5 ديسمبر 1905  | المحافظين         |
| وزارة الشؤون الخارجية                                   | مركيز لانسدون        | 12 نوفمبر 1900 | 4 ديسمبر 1905  | الوحدوي الليبرالي |
| وزارة خارجية المستعمرات                                 | جوزيف تشامبرلاين     | 29 يونيو 1895  | 16 سبتمبر 1903 | الوحدوي الليبرالي |
| وزارة خارجية المستعمرات                                 | ألفريد ليتيلتون      | 11 أكتوبر 1903 | 4 ديسمبر 1905  | الوحدوي الليبرالي |
| وزارة الحرب                                             | ويليام برودريك       | 12 نوفمبر 1900 | 6 أكتوبر 1903  | المحافظين         |
| وزارة الحرب                                             | هيو فوستر            | 6 أكتوبر 1903  | 4 ديسمبر 1905  | الوحدوي الليبرالي |
| وزارة الهند                                             | اللورد جورج هاميلتون | 4 يوليو 1895   | 9 أكتوبر 1903  | المحافظين         |
| وزارة الهند                                             | ويليام برودريك       | 9 أكتوبر 1903  | 4 ديسمبر 1905  | المحافظين         |
| اللورد الأول للأميرالية                                 | ويليام بالمر         | 1900           | 1905           | الوحدوي الليبرالي |
| مستشار الخزانة                                          | تشارلز ريتشي         | 11 أغسطس 1902  | 9 أكتوبر 1903  | المحافظين         |
| مستشار الخزانة                                          | أوستن تشامبرلاين     | 9 أكتوبر 1903  | 4 ديسمبر 1905  | الوحدوي الليبرالي |
| رئيس مجلس التجارة                                       | جيرالد بالفور        | 12 نوفمبر 1900 | 12 مارس 1905   | المحافظين         |
| رئيس مجلس التجارة                                       | جيمس سيسل            | 12 مارس 1905   | 4 ديسمبر 1905  | المحافظين         |
| وزارة اسكتلندا                                          | لورد بورليه بالفور   | 29 يونيو 1895  | 9 أكتوبر 1903  | المحافظين         |
| وزارة اسكتلندا                                          | آندرو موراي          | 9 أكتوبر 1903  | 2 فبراير 1905  | المحافظين         |
| وزارة اسكتلندا                                          | جون هوب              | 2 فبراير 1905  | 4 ديسمبر 1905  | المحافظين         |
| وزير إيرلندا الأعلى                                     | جورج ويندهام         | 9 نوفمبر 1900  | 12 مارس 1905   | المحافظين         |
| وزير إيرلندا الأعلى                                     | وولتر لونغ           | 12 مارس 1905   | 4 ديسمبر 1905  | المحافظين         |
| رئيس مجلس الحكومة المحلية                               | وولتر لونغ           | 1900           | 1905           | المحافظين         |
| رئيس مجلس الحكومة المحلية                               | جيرالد بالفور        | 1905           | 11 ديسمبر 1905 | المحافظين         |
| رئيس مجلس الزراعة                                       | روبيرت ويليام هانبري | 16 نوفمبر 1900 | 28 أبريل 1903  | المحافظين         |
| رئيس المجلس التعليمي                                    | مركيز لندندري        | 11 أغسطس 1902  | 4 ديسمبر 1905  | المحافظين         |
| اللورد مستشار إيرلندا                                   | إدوارد غيبسون        | 29 يونيو 1895  | 1905           | المحافظين         |
| المفوض الأول للأعمال                                    | روبيرت كلايف         | 11 أغسطس 1902  | 4 ديسمبر 1905  | المحافظين         |
| المدير العام للبريد                                     | أوستن تشامبرلاين     | 11 أغسطس 1902  | 9 أكتوبر 1903  | الوحدوي الليبرالي |